# Мванавіна I
Мванавіна I (*д/н — бл. 1812) — літунга (володар) держави Бароце.

## Життєпис
Походив з династії Ньямбе. Онук літунги Нґомбали. Молодший син Мбанги, вождя налоло. та Нотулу III. Батько помер доволі молодим, тому після смерті діда трон перейшов до старшого брата Мванавіни — Юб'ї. Невдовзі він повстав проти останнього й після запеклої війни повалив того. Це сталося десь наприкінці 1780-х або напочатку 1790-х років.
Проводив активну політику з розширення підвладних земель. Водночас намагався дипломатичними, економічними та військовими заходами зміцнити союз племен лозі, заклавши основи державності. Разом з тим розпочав політику збільшення самостійності від свого зверхника — імперії Лунда, домігшись чималих успіхів в цьому.
Помер близько 1812 року. Трон перейшов до його другого сина Мвананьянди Лівале.